# فرودگاه کوتیالا
فرودگاه کوتیالا  (به انگلیسی: Koutiala Airport) یک فرودگاه با کد یاتا KTX است . این فرودگاه در شهر کوتیالا کشور مالی قرار دارد .